# Ralph Siegel

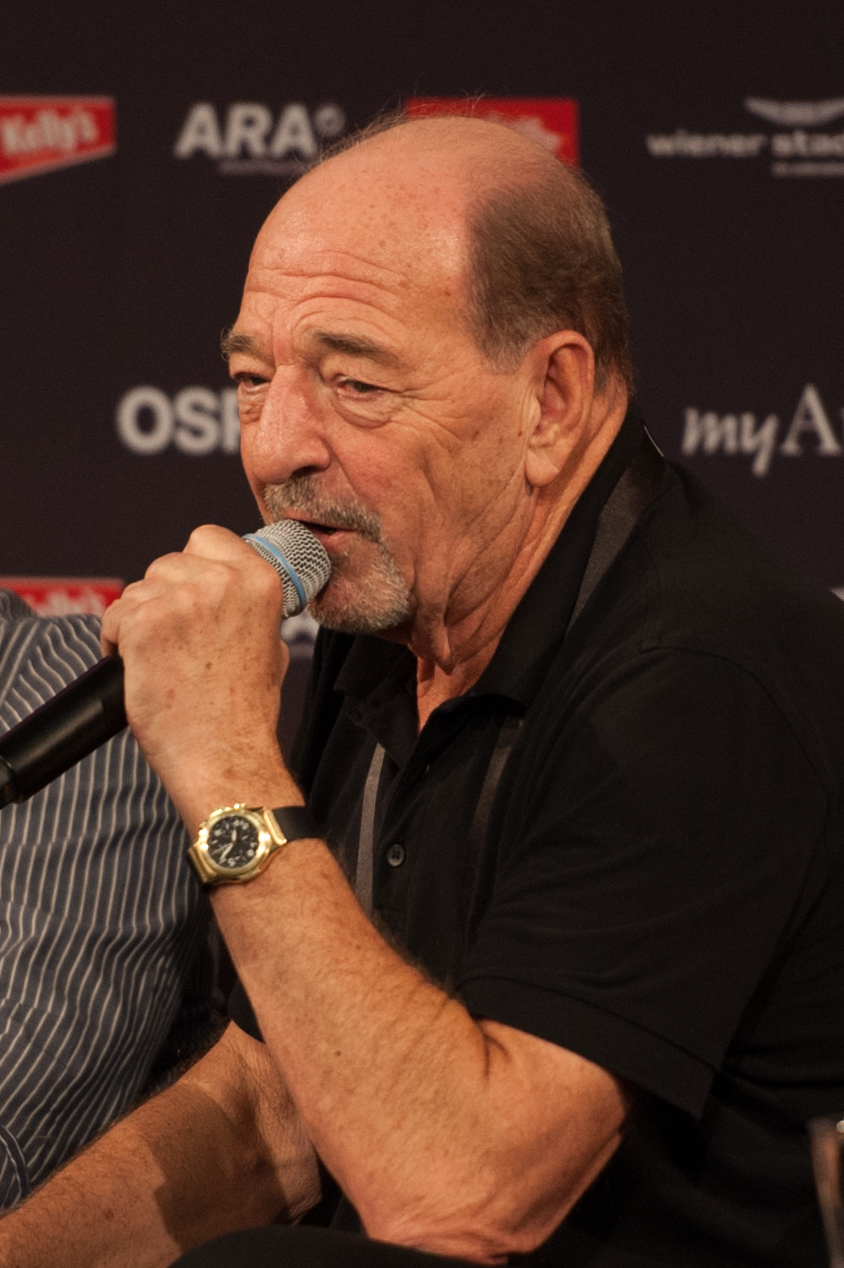
Eurovision Song Contest Vienna 2015: Ralph Siegel

Ralph Siegel (Munique, 30 de setembro de 1945-) é um músico e produtor alemão. Está casado com a cantora de ópera Kriemhild Jahn.
Siegel é uma mais notáveis figuras no Festival Eurovisão da Canção, no qual participou com 19 canções, a última das quais foi a canção de Montenegro no Festival Eurovisão da Canção 2009 "Just Get Out of My Life" , cantada por Andrea Demirović. Em 1982, a canção por ele composta e que tinha letra de Bernd Meinunger "Ein bißchen Frieden" ("Um pouco de paz)" , em plena Guerra Fria, interpretada por Nicole foi a vencedora do Festival Eurovisão da Canção 1982 e que foi um sucesso na Europa (a versão em inglês: "A little peace", foi a última canção da Eurovisão a chegar a n.º1 do top britânico . 
Siegel viu-se envolvido num escândalo do contrato que fez para o lançamento do disco de duas cantoras gémeas Sophie & Magaly intitulado "Papa Pingouin" . Foi revelado que Siegel apenas deu 5.000 euros a cada uma das cantoras, quando o disco vendeu mais de um milhão de discos.. Ele estaria apenas interessado em arranjar duas gémeas para cantar e não para as lançar musicalmente.
Em fevereiro de 2010, foi anunciado pela RTE que haveria uma canção deste músico na final irlandesa. A canção foi 'River of Silence' e foi interpretada por Lee Bradshaw, mas não conseguiu vencer.

## Participações no Festival Eurovisão da Canção
| Ano  | Canção                                 | Intérprete                                     | País       | Classificação   |
| ---- | -------------------------------------- | ---------------------------------------------- | ---------- | --------------- |
| 1974 | Bye Bye I Love You                     | Ireen Sheer                                    | Luxemburgo | 4.º             |
| 1976 | Sing Sang Song                         | Les Humphries Singers                          | Alemanha   | 15.º            |
| 1979 | Dschinghis Khan                        | Dschinghis Khan                                | Alemanha   | 4.º             |
| 1980 | Theater                                | Katja Ebstein                                  | Alemanha   | 2.º             |
| 1980 | Papa Pingouin                          | Sophie & Magaly                                | Luxemburgo | 9.º             |
| 1981 | Johnny Blue                            | Lena Valaitis                                  | Alemanha   | 2.º             |
| 1982 | Ein bißchen Frieden                    | Nicole                                         | Alemanha   | 1.º             |
| 1985 | Children, Kinder, Enfants              | Ireen Sheer, C. & M. Roberts, Olivier, Solomon | Luxemburgo | 13.º            |
| 1987 | Laß die Sonne in dein Herz             | Wind                                           | Alemanha   | 2.º             |
| 1988 | Lied für einen Freund                  | Maxi & Chris Garden                            | Alemanha   | 14.º            |
| 1990 | Frei zu leben                          | Chris Kempers & Daniel Kovac                   | Alemanha   | 9.º             |
| 1992 | Träume sind für alle da                | Wind                                           | Alemanha   | 16.º            |
| 1994 | Wir geben 'ne Party                    | Mekado                                         | Alemanha   | 3.º             |
| 1997 | Zeit                                   | Bianca Shomburg                                | Alemanha   | 18.º            |
| 1999 | Reise nach Jerusalem - Kudüs'e seyahat | Sürpriz                                        | Alemanha   | 3.º             |
| 2002 | I Can't Live Without Music             | Corinna May                                    | Alemanha   | 21.º            |
| 2003 | Let's Get Happy                        | Lou                                            | Alemanha   | 11.º            |
| 2006 | If We All Give A Little                | six4one                                        | Suíça      | 17.º            |
| 2009 | Just Get Out of My Life                | Andrea Demirović                               | Montenegro | 11.º(semifinal) |